# Acueducto de Óbidos
El acueducto de Óbidos, también referido como acueducto de Usseira, se ubica en la freguesia de Santa María, villa y municipio de Óbidos en el distrito de Leiría, en Portugal.

## Historia
Fue mandado a construir por Catalina de Austria en torno a 1570. Se clasifica como inmueble de interés público desde el 1962.

## Características
Está construido en mampostería de piedra y conecta Usseira, donde se encuentra la fuente de agua con Óbidos, a una distancia de 3 km.